# Rodaljice
Rodaljice su selo u Zadarskoj županiji. 

## Upravna organizacija
Upravnom organizacijom dijelom su Grada Benkovca.

## Stanovništvo
| broj stanovnika | 204   |       | 255   | 255   | 299   | 342   | 367   | 318   | 305   | 285   | 258   | 227   | 177   | 162   | 80    | 67    | 43    |
|                 | 1857. | 1869. | 1880. | 1890. | 1900. | 1910. | 1921. | 1931. | 1948. | 1953. | 1961. | 1971. | 1981. | 1991. | 2001. | 2011. | 2021. |

## Povijest
Mjesto je stradalo u velikosrpskoj agresiji na Hrvatsku. Tada su srpski odmetnici uz pomoć JNA su počinili masovni ratni zločin u ovom selu.

## Znamenitosti
- crkva Velike Gospe

## Poznate osobe
- Šime Đodan, hrvatski ekonomist, političar i govornik
- Ivan Prenđa, zadarski nadbiskup, 1970-ih je posluživao ovu župu